# Osijek (stacja kolejowa)
Osijek – stacja kolejowa w Osijeku, w Chorwacji. Stacja posiada 2 perony.